# 沃尔夫冈·温克勒
沃尔夫冈·温克勒（德語：Wolfgang Winkler，1940年10月27日—2001年5月11日），德国男子雪橇运动员。他曾代表西德参加1968年和1972年冬季奥林匹克运动会雪橇比赛，其中1968年冬季奥运会获得一枚铜牌。